# الجلبة (فلم 1928)
الجلبة هو فيلم جريمة تم إنتاجه في الولايات المتحدة وصدر في سنة 1928. الفيلم من إخراج لويس مايلستون وإنتاج هاوارد هيوز، وقامت شركة باراماونت بيكتشرز بتوزيعه.

## الاستقبال
ترشّح الفيلم لنيل جائزة الأوسكار لأفضل فيلم في حفل توزيع جوائز الأوسكار الأول لكن فاز بها فيلم أجنحة.

### ترشيحات وجوائز
| السنة | الحدث                          | الفئة     | النتيجة |
| ----- | ------------------------------ | --------- | ------- |
| 1929  | حفل توزيع جوائز الأوسكار الأول | أفضل فيلم | رُشِّح     |

## وصلات خارجية
- الجلبة على موقع IMDb (الإنجليزية)
- الجلبة على موقع الموسوعة البريطانية (الإنجليزية)
- الجلبة على موقع روتن توميتوز (الإنجليزية)
- الجلبة على موقع Turner Classic Movies (الإنجليزية)
- الجلبة على موقع أول موفي (الإنجليزية)
- الجلبة على موقع فيلمافينيتي (الإسبانية)
- الجلبة على موقع قاعدة بيانات الفيلم (الإنجليزية)
- الجلبة على موقع ليتربوكسد (الإنجليزية)
- الجلبة على موقع كينوبويسك (الروسية)